# Rocío Ruiz Domínguez
Rocío Ruiz Domínguez (Huelva, 1967) es una profesora y política española del partido Ciudadanos, por el fue elegida diputada por Huelva en la xi legislatura del Parlamento de Andalucía. Entre los años 2019 y 2022 ejerció el cargo de Consejera de Igualdad, Políticas Sociales y Conciliación en el gobierno de la Junta de Andalucía presidido por Juan Manuel Moreno.

## Biografía
Nacida en Huelva en 1967, es licenciada en Ciencias de la Educación por la Universidad de Huelva. Desde que obtuvo su titulación universitaria, Ruiz ha ejercido la actividad docente en diferentes centros educativos de Andalucía, en las etapas de educación infantil, primaria, secundaria y bachiller. A lo largo de su experiencia profesional como educadora, destaca su estancia en la localidad de Fuerte del Rey (Jaén) y en el CEIP Onuba del barrio del Torrejón, una zona desfavorecida de Huelva. Hasta su entrada en política en el año 2018, Ruiz ejercía desde 2004 el cargo de directora del IES Pérez Mercader de Aljaraque.
En el ámbito educativo, Ruiz ha trabajado activamente en los ámbitos de integración social, coordinación de programas de mediación familiar, reeducación de menores en centros de acogida y coordinación de proyectos europeos sobre intercambio de experiencias en materia de educación no sexista. De igual modo, Ruiz ha sido activista por la dependencia y socia y colaboradora de distintas asociaciones de carácter social y educativo, como la Fundación Laberinto de Huelva, para la integración de personas con discapacidad, y la Asociación Aspapronias, para padres que apoyan a familias con hijos con discapacidad.
Es madre de un hijo y una hija.

## Trayectoria política
El salto de Rocío Ruiz a la política se produjo en junio de 2018, cuando Carlos Hermoso, candidato al Congreso de los Diputados por Ciudadanos, le ofreció incorporarse al partido de cara a las elecciones al Parlamento de Andalucía de diciembre del mismo año. En julio de 2018, fue oficialmente designada cabeza de lista por Huelva por el Comité Ejecutivo de Ciudadanos. Tras obtener su partido un 16,2 % de los sufragios y dos de los diputados de la circunscripción, Ruiz tomó posesión de su escaño como diputada el 27 de diciembre de 2018, en la sesión constitutiva del Parlamento de Andalucía.
Desde principios de enero de 2019, los medios de comunicación especularon con la posibilidad de que Ruiz asumiera un alto cargo en el primer gobierno de centro-derecha de la Junta de Andalucía, presidido por Juan Manuel Moreno. El 21 de enero, Ruiz fue nombrada oficialmente miembro del Consejo de Gobierno de la Junta de Andalucía como Consejera de Igualdad, Políticas Sociales y Conciliación. Como titular de la Consejería homónima, Ruiz es responsable de las competencias autonómicas en materia de igualdad, violencia de género, juventud, voluntariado, cooperación al desarrollo, integración social y conciliación laboral.
En los días inmediatamente siguientes a su nombramiento, se extendió en Internet un artículo publicado en prensa por Ruiz en el 2013, en el que calificaba las procesiones de Semana Santa como «desfiles de vanidad y rancio populismo cultural» y «espectáculo tenebroso rescatado de la historia medieval». El artículo generó reacciones diversas por parte de todos los partidos políticos de Andalucía. Juan Manuel Moreno y Albert Rivera, líderes del Partido Popular Andaluz y Ciudadanos, respectivamente, mostraron su apoyo a Ruiz e instaron a pasar página y olvidar la polémica. Vox, por su parte, reclamó la dimisión o reprobación de Ruiz de su cargo como Consejera, mientras que la formación de izquierdas Adelante Andalucía calificó a Ruiz de «clasista». Ruiz se disculpó públicamente por el contenido de su artículo en la noche del 22 de enero.
En julio de 2019, Ruiz participó en la marcha del Orgullo LGTB de Madrid junto a otros líderes de Ciudadanos, como Inés Arrimadas, Ignacio Aguado o Patricia Reyes. A lo largo del evento, se sucedieron varios incidentes y disturbios que acabaron con la delegación de Ciudadanos expulsada de la manifestación. Ruiz, en particular, denunció haber sido víctima de un escrache y manifestó que se le arrojaron hielos, latas llenas de orín y bolsas de basura. El 10 de julio, Ciudadanos denunció ante la Fiscalía General del Estado las agresiones sufridas por Ruiz y el resto de dirigentes naranjas. En el mes de diciembre, la Fiscalía de Madrid, a la que se derivó el caso, presentó ante los juzgados de Madrid una denuncia por un presunto delito de coacciones con discriminación.